# Monestir de Vatopedi
El monestir de Vatopedi (Βατοπεδίου) és un monestir ortodox del Mont Atos, el segon en la jerarquia de la muntanya sagrada. Està inscrit a la llista del Patrimoni de la Humanitat de la UNESCO des del 1988.

## Història
Va ser fundat entre el 972 i el 985 per Atanasi, Nicolau i Antoni, tres nobles d'Adrianòpolis arribats a l'Atos com a deixebles de Sant Atanàsi l'Atonita. La tradició diu que l'emperador romà Teodosi en va ordenar la construcció al segle v per, al lloc d'una església construïda per Constantí el Gran al segle iv. Teodosi va construir el monestir per honorar la Mare de Déu per la salvació miraculosa del seu fill en un naufragi. La majoria d'edificis posteriors van ser construïts durant el període romà d'Orient i durant els segles xviii i xix, moment àlgid del monestir. Entre els monjos que van fer estada a Vatopedi, cal destacar-ne Sant Sava i Sant Simó, figures cabdals de la història sèrbia. En la història recent del monestir, aquest es va veure afectat el 2008 per un escàndol financer, arran de les transaccions de bescanvi de terrenys entre el monestir i el primer ministre grec Kostas Karamanlís

## Arquitectura i art

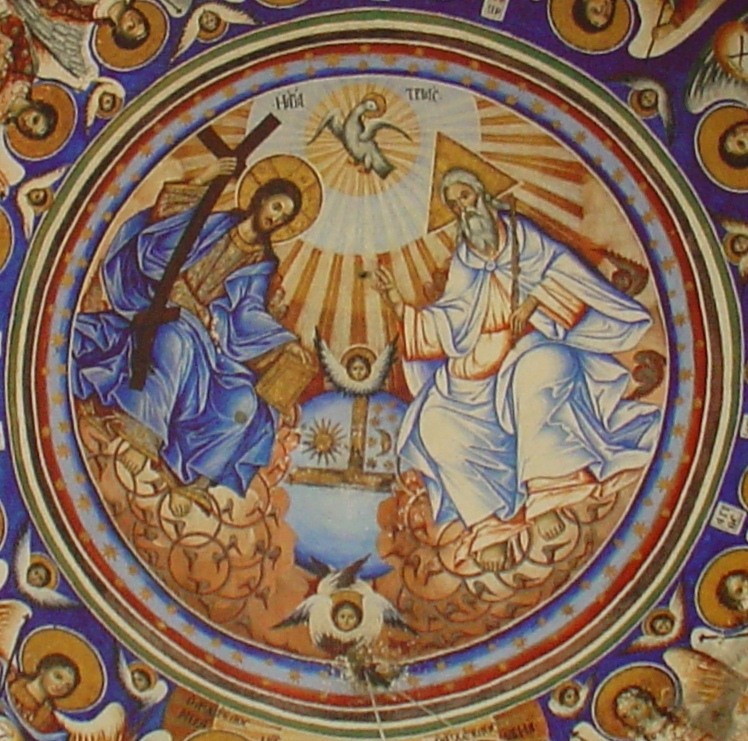
La Santíssima Trinitat, fresc a l'entrada (πρόστωον) del Katholikon de Vatopedi

El Katholikon, o església principal, dedicat a l'Anunciació de la Mare de Déu, va ser construït el segle x. Conté frescs del segle xiv (restaurats durant els segles xviii i xix). El monestir té dotze capelles a l'interior del recinte, i dinou a fora; cal destacar les sketes de Sant Andreu, a Kariés, i la de Sant Demetri, més propera al monestir. El campanar va ser construït als voltants de 1427, i el més antic que es conserva a l'Atos.
Entre els seus tresors, el monestir conserva un cinturó de la Verge Maria, que aquesta hauria entregat a Sant Tomàs apòstol després de la seva mort. També s'hi conserva un reliquiari que conté el crani de Sant Joan Crisòstom, amb argent i joies incrustades, i que segons la tradició tindria propietats miraculoses. El monestir també conserva la Iaspis, un calze fet d'una sola peça de jaspi, i nombroses icones.
La biblioteca de Vatopedi conserva una carta reial medieval, del segle xiii, que Ivan II Asen de Bulgària va dedicar al monestir. Va ser descoberta als arxius del monestir el 1929. La biblioteca també té uns dos mil manuscrits i 35.000 llibres.

## Desgreuge català
El 9 d'octubre de 2005, a iniciativa del cantautor Josep Tero i del secretari general del Departament de Presidència entre el 1999 i el 2003, Carles Duarte, una delegació de la Generalitat de Catalunya encapçalada per Joaquim Nadal va visitar el monestir, i van inaugurar la restauració de la Torre del Tresor, obra finançada majoritàriament pel govern català com a acte de desgreuge pels saquejos i destrucció infligits al monestir per la Companyia Catalana d'Orient el 1307. Durant la visita, el responsable d'activitats culturals del monestir, el monjo Arseni, agraí amb aquestes paraules la donació:
| « | Si als ulls de Déu mil anys són com un dia, Catalunya no ha trigat ni tan sols un dia a iniciar la reparació dels danys ocasionats pels seus avantpassats. | » |